# Тавастгуська губернія
Тавастгуська (Тавастехуська) губернія (фін. Hämeen lääni, рос. Тавастгусская губерния, швед. Tavastehus län)  — адміністративно-територіальна одиниця Російської імперії (Велике герцогство Фінляндія) в 1831—1917 та Фінляндії в 1917—1997 роках (була перейменована на губернію Гяме).

## Географія
Губернія займала частину південно-західної Фінляндії і межувала на півночі з Вазаською губернією, на заході і частково на південному заході — Або-Б'єніборзькою губернією, на півдні — Нюландською губернією, на сході — Санкт-Міхельской.
Північна і східна частини губернії гористі з порівняно високими (понад 200 м над рівнем моря) і крутими височинами. По західній частині проходить гряда Сатакуннанселькя з озом Кангасала. Південна частина більш рівнинна. Озера становили 16,8 % території.

## Історія
До 1809 року перебувала у складі Шведської Фінляндії під назвою губернія Нюланд і Тавастех (в російському варіанту Нюландо-Тавастгуська губернія). Утворено самостійну Тавастгуську губернію було 1831 року внаслідок адміністративної реформи імператора Миколи I. Втім до 1868 року діяли лангманські суди з використанням шведського права.
1870 року частина повітів Кеуруу і Руовесі з Вазаської губернії було приєднано до Тавастгуської. Водночас невеличкі поселення перейшли з Або-Б'єніборзької і Санкт-Міхельської губерній, а 4 села з Тавастгуської — до Або-Б'єніборзької.
Після здобуття Фінляндією незалежності 1917 року губернія зберегла свої кордони, але змінила назву на Гяме. Тавастгус було перейменовано на Гямеенлінну.
1960 з меж губьернії було передано повіти Ямся, Ямсянкоскі, Коскенпяя, Корпілахті, Муураме та Сяняцало до новоствореної губернії Центральна Фінляндія. 1969 року округ Віррат з Вазаської губернії було приєднано до губернії Гяме. 1973 року муніципалітет Суоніємі приєднано до повіту Нокія губернії Гяме. 1974 року повіт Кухмайнен було передано до губернії Центральна Фінляндія.
1990 року мініціпалітет Сомеро перейшов до губернії Турку-Порі. 1993 року до губернії Гяме з губернії турку-Порі було передано громади Хямеенкюрьо, Ікаалінен, Кіхніо, Моугіярві, Паркано, Вільякалла.
У 1997 році південна частина губернії була приєднана до губерній Уусімаа і Кимен, утворивши губернію Південна Фінляндія. Північна частина — до Вазаської губернії, Центральна Фінляндія, Турку-Порі, увторивши губернію Західна Фінляндія.

## Адміністративний устрій

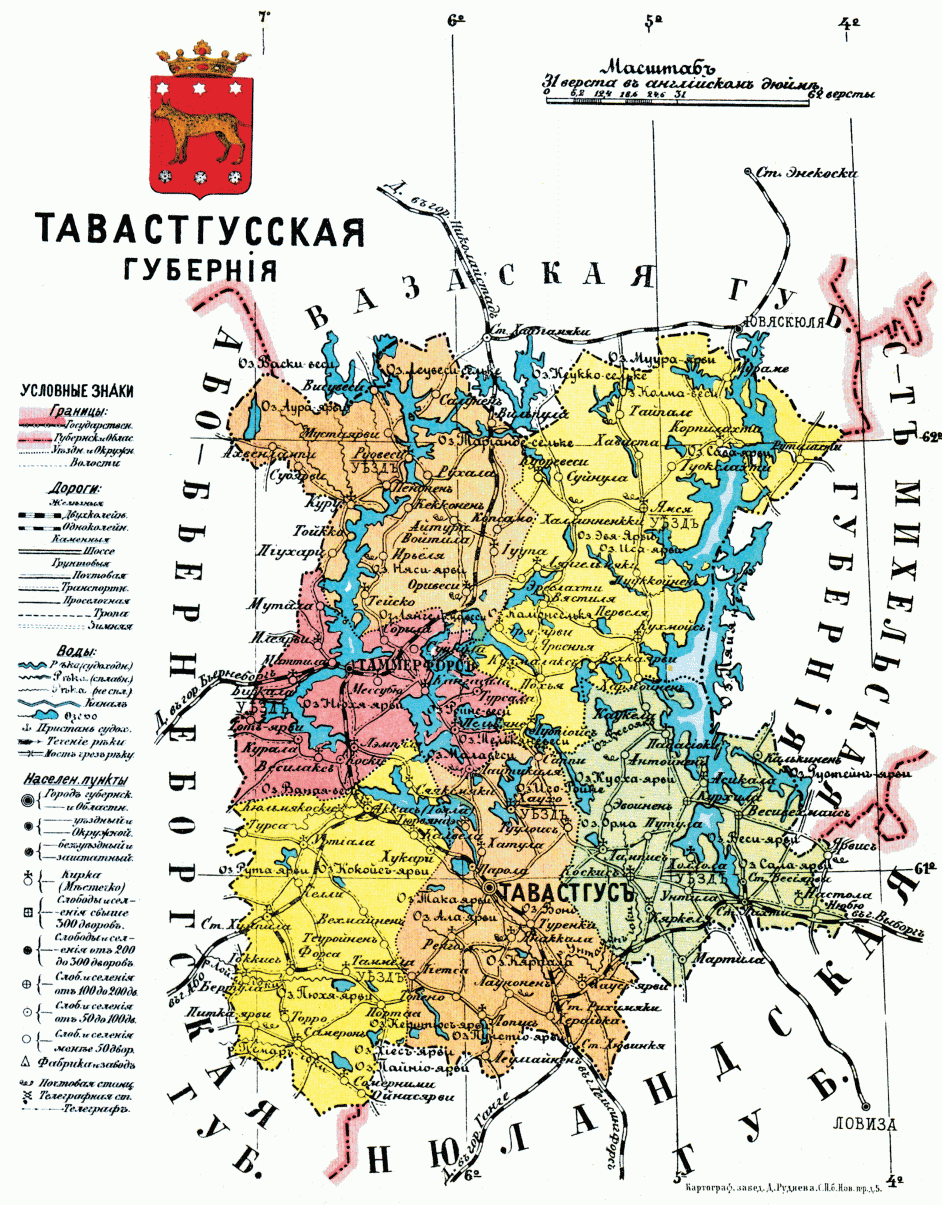
Повітовий поділ губернії в 1917 році

За часів російської імперії губернія поділялася на наступні повіти: Пірккала, Руовесі, Таммела, Гауха, Голлола, Ямся.
Протягом існування в незалежній Фінляндії з 1960 року кордони та адміністративни устрій губернії постійно змінювався. На момент її ліквідації існувало 54 громади, з яких 14 були міськими.

### Губернатори тавастгуські
- Карл Клік (1831)
- Йоган Фредрік Штіхауес (1831—1841)
- Карл Отто Ребіндер (1841—1863)
- Самуель Вернер фон Троїль (1863—1865)
- Карл Герман Моландер (1865—1869)
- Ялмар Норденстренг (1870—1875)
- Едвард Райнголд фон Аммондт (1875—1887)
- Торстен Костіандер (1887—1895)
- Едвард Боем (1895—1899)
- Густаф Аксель фон Котен (1900—1901)
- Ісидор Свєрчков (1901—1904)
- Олександр Паппков (1904—1906)
- Івар Суне Горді (1906—1910)
- Артур Брофельдт (1910—1911)
- Рафаель Кнут Гаральд Спаре 1911—1917

### Губернатори Гяме
- Густав Адольф Саарінен (1917—1918)
- Антті Туленгеймо (1918—1919)
- Альберт фон Гелленс (1919—1930)
- Сігурд Матсон (1930—1959)
- Йорма Туомінен (1959—1972)
- Вальдемар Санделін (1973—1979)
- Рісто Тайніо (1979—1994)
- Каарина Суоніо (1994—1997)()

## Населення
За часів Російської імперії та незалежної Фінляндії мешкають переважно фіни (нащадки племені ям). У 1887 році в губернії мешкало 330 823 осіб. За відомостями 1890 року фіни становили 98,6 % населення, шведи — 1,4 %. У 1905 році чисельність населення склала 317 326 осіб.
На 1974 рік населення становило 656 тис. осіб, з яких близько 2/3 мешкало у містах. Відповідно до перепису 1993 року в губернії мешкало 688 200 осіб.

## Економіка
В період Російської імперії основними напрямками діяльності були тваринництво (переважно вівчарство, розведення великої рогатої худоби і коней) і землеробство (вирощувалося жито, овес, ячмінь, картопля). Розвиток також набуло традиційне рибальство.
За розмірами фабричної і заводської діяльності Тавастгуська губернія займала в великого князівстві Фінлянсдькому друге місце, ставши до 1913 року значним промисловим регіоном. У 1896 році їх було 908, з яких більшість припадало на ливарні й металургійні заводи, хімічні підприємства і ткацькі фабрики. Лісопильних заводів в 1896 році було 70, зокрема 51 — паровий.
Торгівля була зосередженва в містах Тавастгус і Таммерфорсі, де знаходилися в часи Великого князівства Фінляндського свої митниці. Транспорутвання вантажів відбувалося переважно залізницею. Було прокладено залізничні лінії Гельсінгфорс — Тавастгус (1862 рік), Санкт-Петербург — Рійгімякі (1870 рік), Тавастгус — Таммерфорс і Тойя — Або (обидві 1876 року), Таммерфорс — Миколайстад (1883), Таммерфорс — Б'єніборг (1895 рік).
За часів існування в незалежній Фінляндії губернія зберегла свою промислово-аграрну структуру. Були розвинені целюлозно-паперова, деревообробна (в містах Мянття, Нокіа, Валкеакоскі, Лахті), текстильна (міста Тампере і Форсса) промисловість, металообробка і машинобудування (Тампере і Лахті). Вирощували зернові і кормові культури. Були розвинені молочне тваринництво, лісовий і рибний промисли.